# Barira
Barira é um município de  quarta classe de renda municipal (d) na província Maguindanao do Norte, nas Filipinas. De acordo com o censo de 1 de maio  de  2020 possui uma população de 36 143 pessoas e 6 008 domicílios.